# Мамонтов, Анатолий Иванович (художник)
Анатолий Иванович Мамонтов (род. 5 декабря 1935, Киев) — советский и украинский художник кино, художник-постановщик

, заслуженный художник УССР (1988). Участник всесоюзных и международных художественных выставок. Награжден медалями. Член Национальных союзов художников и кинематографистов Украины.

## Биография
Окончил художественный факультет Всесоюзного государственного института кинематографии (1961).
Сразу после окончания учёбы начал работать художником-постановщиком Киевской киностудии им. А. П. Довженко. В 1988 году получил почётное звание Заслуженного художника Украинской ССР.

## Работы
Художник-постановщик:
- «Среди добрых людей» (1962),
- «Юнга со шхуны „Колумб“» (1963),
- «Сумка, полная сердец» (1964),
- «Колодец для жаждущих» (1966),
- «Бурьян» (1967),
- «Гольфстрим» (1968),
- «Варькина земля» (1969, т/ф, 2 а),
- «Белая птица с черной отметиной» (1971, Золотая медаль Московского международного кинофестиваля),
- «Наперекор всему» (1972),
- «Черный капитан» (1973, в соавт.),
- «Свадьба» (1974),
- «Там вдали, за рекой» (1975, в соавт.),
- «Ральфе, здравствуй!» (1975, т/ф),
- «Подпольный обком действует» (1978, т/ф, 4 а),
- «Вавилон-ХХ» (1979),
- «Визит в Ковалевку»,
- «Лесная песня. Мавка» (1980),
- «Высокий перевал» (1982),
- «Ненаглядный мой» (1983),
- «Женихи» (1985),
- «Где-то гремит война» (1986, в соавт.),
- «Пока есть время» (1987),
- «Савраска»,
- «Каменная душа» (1988),
- «Господа, спасем луну!» (1990),
- «Звезда шерифа» (1991),
- «Оружие Зевса» (1991, т/ф, 5 с, в соавт.),
- «Выкуп» (1995),
- «Тайна Маэстро» (2006)